# Arbusigny
Arbusigny ist eine französische Gemeinde im Département Haute-Savoie in der Region Auvergne-Rhône-Alpes.

## Geographie
Arbusigny liegt auf rund 834 m, etwa 13 km südöstlich der Stadt Genf (Luftlinie). Das Dorf erstreckt sich am westlichen Talhang des Foron (linker Zufluss der Arve), im Bereich des Plateaus von Bornes, einem Hochplateau zwischen dem Salève und den Bornes-Alpen.
Die Fläche des 12,25 km² großen Gemeindegebiets umfasst einen Abschnitt des Bornes-Plateaus. Der zentrale Teil des Gebietes wird vom Hochplateau von Arbusigny eingenommen, auf dem bei La Grange mit 964 m die höchste Erhebung der Gemeinde erreicht wird. Es ist überwiegend von Wiesland bestanden und hat nur geringen Waldanteil. Nach Osten reicht der Gemeindeboden in das Tal des Foron, nach Nordwesten bis ins Quellgebiet des Viaison. Gegen Südwesten senkt sich das Plateau allmählich ab. Es wird vom Bach Les Usses direkt zur Rhone entwässert.
Zu Arbusigny gehören neben dem eigentlichen Dorf auch zahlreiche Weilersiedlungen und Gehöfte, darunter:
- Chez Vachoux (850 m) auf dem Höhenrücken nördlich des Dorfes
- Le Souget (803 m) im Tal des Foron
- Le Péryl (850 m) auf dem Hochplateau
- La Grange (925 m) auf dem Bornes-Plateau
- Le Biollay (875 m) auf dem Bornes-Plateau
- Le Vernay (820 m) im Usses-Tal am Ostfuß des Salève
- Les Chavannes (790 m) im Usses-Tal am Ostfuß des Salève

Nachbargemeinden von Arbusigny sind La Muraz und Reignier-Ésery im Norden, Pers-Jussy und La Chapelle-Rambaud im Osten, Évires und Menthonnex-en-Bornes im Süden sowie Le Sappey im Westen.

## Geschichte
Arbusigny gehörte im Mittelalter zum Kapitel Saint-Victor in Genf.

## Sehenswürdigkeiten
Die Dorfkirche geht auf einen mittelalterlichen gotischen Bau zurück, der im 20. Jahrhundert umfassend restauriert wurde. Sie besitzt moderne Skulpturen und Glasfenster.

## Bevölkerung
| Jahr                       | 1962 | 1968 | 1975 | 1982 | 1990 | 1999 | 2006 |
| Einwohner                  | 437  | 367  | 350  | 388  | 580  | 684  | 869  |
| Quellen: Cassini und INSEE |      |      |      |      |      |      |      |

Mit 1136 Einwohnern (1. Januar 2022) gehört Arbusigny zu den kleinen Gemeinden des Département Haute-Savoie. In der ersten Hälfte des 20. Jahrhunderts nahm die Bevölkerungszahl kontinuierlich ab (1901 zählte Arbusigny noch 913 Einwohner). Seit Beginn der 1980er Jahre wurde dank der schönen Wohnlage und der Nähe der Agglomeration Genf jedoch wieder eine deutliche Bevölkerungszunahme verzeichnet.

## Wirtschaft und Infrastruktur
Arbusigny war bis weit ins 20. Jahrhundert hinein ein vorwiegend durch die Landwirtschaft geprägtes Dorf. Daneben gibt es heute einige Betriebe des lokalen Kleingewerbes. Viele Erwerbstätige sind Wegpendler, die in den größeren Ortschaften der Umgebung, vor allem aber im Raum Genf-Annemasse und Annecy, ihrer Arbeit nachgehen.
Die Ortschaft liegt abseits der größeren Durchgangsstraßen. Straßenverbindungen bestehen mit Pers-Jussy, Évires und Menthonnex-en-Bornes. Der nächste Anschluss an die Autobahn A41 befindet sich in einer Entfernung von rund 12 km.